# Трофей
Трофей (лат.: tropaeum, trophaeum; на гръцки: τρόπαιον, от τροπή) e завземане на знамената, доспехите на противника по време на война. Както в мирно време се взема сувенир за спомен. Присвоявали са имущество от противника (оръжие, танкове, самолети, автомашини, боеприпаси и др.), което може да се използва от победителя за практически цели.

## Видове
Освен военен, трофеят може да бъде спортен (напр. купа), професионална награда (напр. „Оскар“) или убито животно.